# Le Mazis
Le Mazis is een gemeente in het Franse departement Somme (regio Hauts-de-France) en telt 101 inwoners (2009). De plaats maakt deel uit van het arrondissement Amiens.

## Geografie
De oppervlakte van Le Mazis bedraagt 3,8 km², de bevolkingsdichtheid is dus 26,6 inwoners per km².
De onderstaande kaart toont de ligging van Le Mazis met de belangrijkste infrastructuur en aangrenzende gemeenten.

## Demografie
Onderstaande figuur toont het verloop van het inwonertal (bron: INSEE-tellingen).